# Misina Néptáncegyüttes
A Misina Néptáncegyüttes és Táncszínház 2004-ben alakult meg Pécsett, Gálber Attila koreográfus és Balogh János néptáncpedagógus kezdeményezésére.
Az egyesület célja a folklór értékeinek megőrzése, népszerűsítése. Két területen gondozzák a folklórt: autentikus színpadi néptáncként és autentikus elemekre épülő táncszínházként.

## Külső hivatkozások
- A táncműhely honlapja
- Misina fotógaléria
- Gerner András: Néptáncmozaik. Déli Kapu Folklórszövetség, Pécs, 2014.